# Archeony

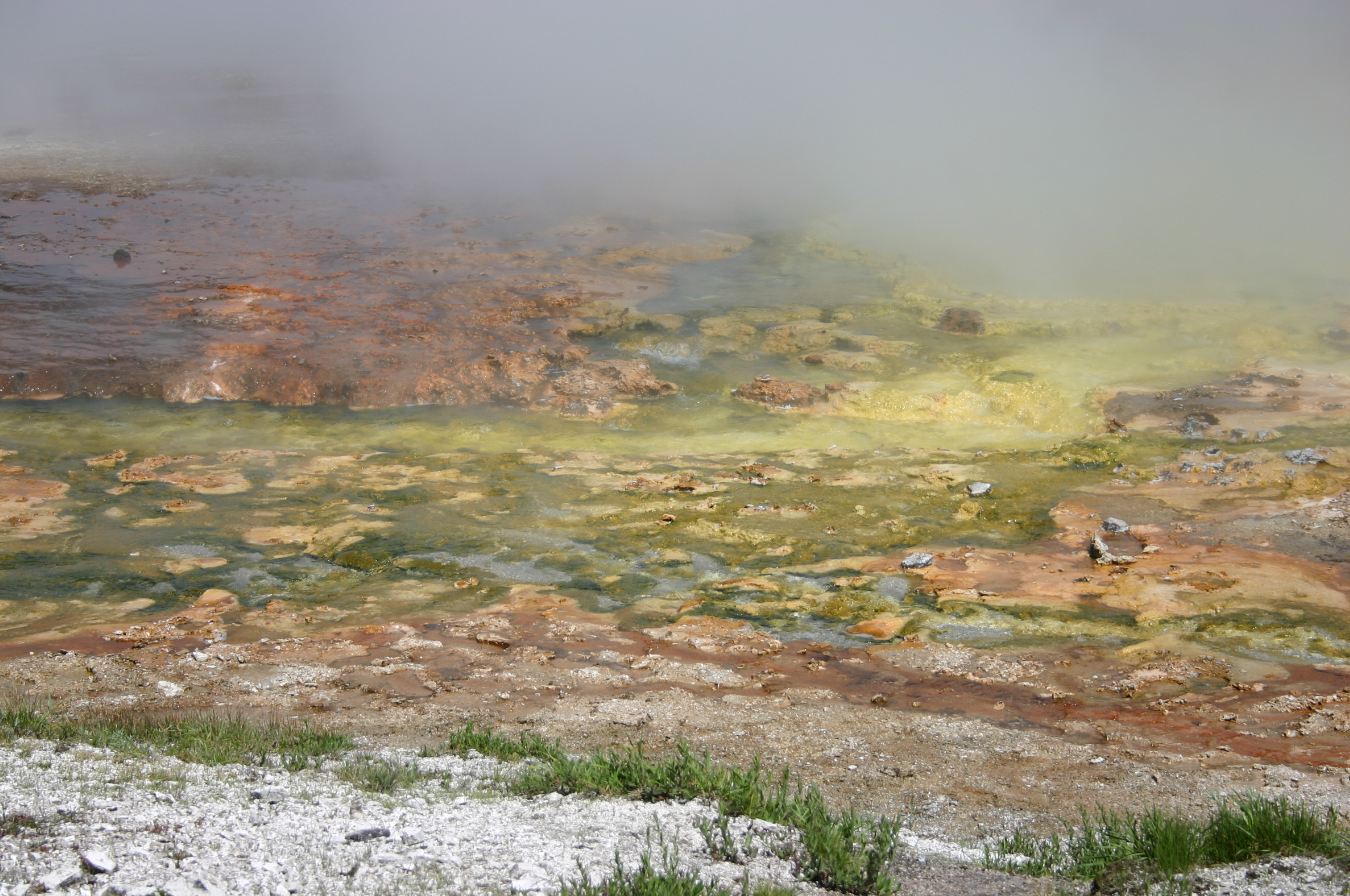
Archeony żyjące w pobliżu gejzerów

Archeony, archeany (Archaea), archeowce, dawniej archebakterie lub archeobakterie (Archaebacteria) – drobne jednokomórkowce, pierwotnie bezjądrowe, często ekstremofilne, tradycyjnie zaliczane z eubakteriami do prokariontów.
Uważano, że są ewolucyjnie starsze od bakterii właściwych (eubakterii); obecnie jednak sądzi się, że grupy te ewoluowały równolegle i są jednakowo stare. Badania genetyczne wykazały, że archeony są bliżej spokrewnione z eukariontami niż z bakteriami, a nawet być może eukarionty z nich wyewoluowały.
Duża część archeowców zalicza się do ekstremofili, jednakże w ostatnich latach dochodzi do odkryć wielu gatunków nie należących do ekstremofili, co sugeruje że istnieje jeszcze wiele, wciąż nieodkrytych gatunków 
Carl Woese, Otto Kandler i Mark Wheelis przedstawili w 1990 r. podział życia komórkowego na trzy domeny. Według tej ogólnie przyjętej teorii archeony należy traktować jako odrębną linię ewolucyjną o randze domeny. Istnieją zatem trzy domeny:
- bakterie (bezjądrowce)
- archeony (bezjądrowce)
- eukarionty (jądrowce)

## Różnice między archeonami a eubakteriami
Archeony są stosunkowo słabo zbadane, między innymi z powodu trudności w hodowli i obserwacji, opisywane często w kontekście różnic względem eubakterii. Przede wszystkim jest to odmienna budowa ściany komórkowej (brak mureiny) oraz obecność eterów, rozgałęzionych nienasyconych kwasów tłuszczowych i glicerolu przy jednoczesnym braku fosfolipidów w błonie komórkowej. Te etery, przebiegające zwykle przez obie warstwy błony, powodują, że jest ona częściowo jednowarstwowa. Ściana komórkowa nie zawiera peptydoglikanów. U archeowców występują też nietypowe procesy metaboliczne (na przykład chemoautotrofy redukujące siarczany).
Bakterie i archeony różnią się organizacją materiału genetycznego. U archeonów DNA jest upakowany w nić nukleosomów, której rdzeń tworzą białka histonowe. Niektóre gatunki archeonów mogą zawierać w swoim genomie introny, co jest praktycznie niespotykane u bakterii 
Pewne cechy procesów transkrypcji i translacji u archeowców przypominają bardziej eukarionty niż bakterie. Przykładowo polimeraza RNA zbudowana jest podobnie do eukariotycznych polimeraz RNA, a do inicjacji transkrypcji potrzebuje białek homologicznych do eukariotycznego TFIIB (TFB) i eukariotycznego białka wiążącego sekwencję TATA (TBP).

## Budowa

Drzewo filogenetyczne oparte na badaniach rRNA, ukazujące podział eubakterii, archeonów i eukariontów

Alternatywne drzewo oparte na koncepcji ewolucji Neomura z eubakterii (LUCA: ostatni uniwersalny wspólny przodek)

Archeowce są bardzo zróżnicowane zarówno pod względem morfologii, jak i fizjologii. Niektóre żyją jako pojedyncze komórki, inne tworzą nitki lub agregaty (kolonie). Mogą być sferyczne, pałeczkowate, spiralne lub płatowate. Średnica waha się od 0,1 do ponad 15 µm, a kolonie osiągają 200 µm. Ich rozmnażanie jest również różnorodne – może to być podział, pączkowanie lub fragmentacja.

## Historia badań
Archeony zostały rozpoznane w latach 70. XX wieku przez Carla Woese’a z Uniwersytetu Illinois metodą porównań sekwencji genów i białek. Wcześniej przedstawicieli archeonów zaliczano do bakterii.
Większość znanych gatunków żyje w środowiskach ekstremalnych, takich jak wody gorące, wody silnie zakwaszone lub silnie alkaliczne, solanki, stężone roztwory innych minerałów. Szczególnie znane są z występowania w gejzerach i w kominach hydrotermalnych na dnie oceanów. Są również spotykane w środowiskach zimnych. Kilka gatunków wykryto w przewodach pokarmowych zwierząt, na przykład w okrężnicy.
Archeowce są raczej nieszkodliwe dla przedstawicieli innych domen. Nie są znane infekcje u ludzi, jednak ich nadmierny rozrost w przewodzie pokarmowym może spowodować zespół rozrostu metanogenów (IMO – intestinal methanogen overgrowth), zespół chorobowy analogiczny do zespołu SIBO wywołanego przez eubakterie.

## Podział archeonów
Do archeonów należą wszystkie znane obecnie mikroorganizmy żyjące w ekstremalnie wysokich temperaturach (np. w gorących źródłach). Te z nich, które przeprowadzają fotosyntezę, w odróżnieniu od bakterii nie mają chlorofilu. Wszystkie używają jako składników pokarmowych prostych związków organicznych i nieorganicznych, a nie potrafią rozkładać bardziej skomplikowanych.
Z punktu widzenia fizjologii mogą być aerobami, fakultatywnymi lub ścisłymi anaerobami. Niektóre są mezofilami, inne hipertermofilami (mogą żyć w temperaturze powyżej 100 °C, przykładowo tzw. "szczep 121" który jako jedyny znany organizm potrafi normalnie funkcjonować w temperaturze 121 °C). Ze względu na sposób odżywiania zajmują szerokie spektrum od chemolitoautotrofów po organotrofy.
Archeony zostały podzielone na trzy główne grupy pod względem środowiska bytowania:
- ekstremalnie halofilne(gr. halos - sól) do prawidłowego funkcjonowania potrzebują środowiska silnie zasolonego(np. w słonych jeziorach)
- ekstremalnie termofilne(gr. thermos - gorący) do prawidłowego funkcjonowania potrzebują wysokiej temperatury, występują w gorących źródłach, kominach hydrotermalnych
- metanogeniczne - przeprowadzają nietypowy rodzaj oddychania beztlenowego, w którym wykorzystują CO2 do utleniania H2, uwalniając jako produkt metan. Występują w środowiskach w których inne organizmy zużyły cały tlen(tlen jest dla nich zabójczy)np. na bagnach tworzą tzw. gaz błotny